# 赖传珠
赖传珠（1910年4月3日—1965年12月24日），号鹏英，江西赣县人，中国人民解放军上将。
赖传珠于1926年11月加入中国共产主义青年团，1927年4月加入中国共产党，1928年3月加入工农革命军。第一次国共内战时期，任中国工农红军第四军第三十三团团长兼政治委员，第十二师参谋长，红五军团第十三军政治部秘书长，第三十七师政治委员，红五军团政治部地方工作部部长，第十三师政治部主任，红一军团第二师五团政治委员，第一师政治委员，军团组织部副部长，红一方面军司令部六科科长，中共陕甘宁省委军事部代部长，参与长征。抗日战争时期，历任新四军参谋处处长，江北指挥部参谋长，新四军参谋长。第二次国共内战时期，历任山东野战军第一纵队政治委员，东满军区副司令员，东北野战军第六纵队政治委员，第四野战军四十三军政治委员，第十五兵团政治委员。中华人民共和国成立后，历任第十三兵团政治委员，中国人民解放军总干部部第一副部长，北京军区政治委员，沈阳军区第二政治委员等职。

## 生平

### 早期革命生涯
赖传珠1926年11月加入中国共产主义青年团，1927年4月加入中国共产党。曾任赣县南区革命委员会委员。轰轰烈烈的大埠农民暴动坚持一个月后，由于敌人的反扑失败了。赖传珠的父亲赖家芳被豪坤杀害，领导暴动的战友们也是死的死、伤的伤、逃的逃。赖传珠奉命化装成商人，连夜潜入赣州城，寻找中共赣南特委和赣县县委汇报情况，但特委机关和县委机关已遭到国民党破坏，特委书记曾延生等十余人被捕入狱。赖传珠与同行的谢家喜商量，决定上井冈山寻找毛泽东领导的秋收起义队伍。1928年3月22日夜晚离开家乡从赣州出发，经唐江、上犹、崇义，直奔井冈山，一路走一路打听毛泽东的工农革命军行踪。来到井冈山脚下，得知毛泽东已率工农革命军前往湖南桂东县。几天后，赖传珠终于在桂东沙田遇到井冈山工农革命军，见到了毛委员，跟着队伍上了井冈山。先后任红四军特务连、卫生队党代表、红四军第十一师第三十一团连党代表，参加黄洋界战斗。1929年1月，赖传珠随毛、朱进军赣南、闽西，建立中央革命根据地，任红四军第二纵队四支队第十二大队党代表，参加古田会议。1930年1月起，历任第二纵队四支队政治委员、第三十二团团长兼政治委员、第十二师参谋长，在第一次反围剿战争中嘴部受伤。
1931年12月起，先后任红十三军政治部秘书长，三十七师政治委员，参加赣州战役，此后到红军学校上干队学习。1933年3月，赖传珠任红五军团政治部地方工作部部长，6月起任五军团第十三师三十七团政治委员、第十三师政治部主任，代理十五师师长，第一军团第二师五团政治委员，第一军团第一师政治委员，红一方面军司令部六科科长，参与历次反围剿战争。
1934年10月，赖传珠参与长征。长征途中，任红一军团政治部组织部副部长。1935年2月，中央红军重新整编后，他任红二师五团政治委员。4月23日，率领红五团在滇西黄泥河，尾追的国军薛岳纵队突然出现在红军侧翼，给正在向金沙江前进的中央纵队造成严重威胁，情况十分危急。红五团团长正患重病，赖传珠指挥部队抢占山头，坚决挡住敌人前进，战斗至中午，敌军展开决战冲锋，赖传珠命令部队上刺刀，他带头跃出战壕，一颗子弹打进了胸膛。鲜血立时从他的胸前涌出，警卫员于占鳌上前将他扶至较为安全之处对伤口进行简单包扎。赖传珠坚持指挥战斗直至黄昏胜利完成掩护中央脱离险境。
长征抵陕北后，任陕甘宁省苏维埃政府军事部副部长兼政治部长，1937年2月代理部长。后入抗日军政大学上干队学习。

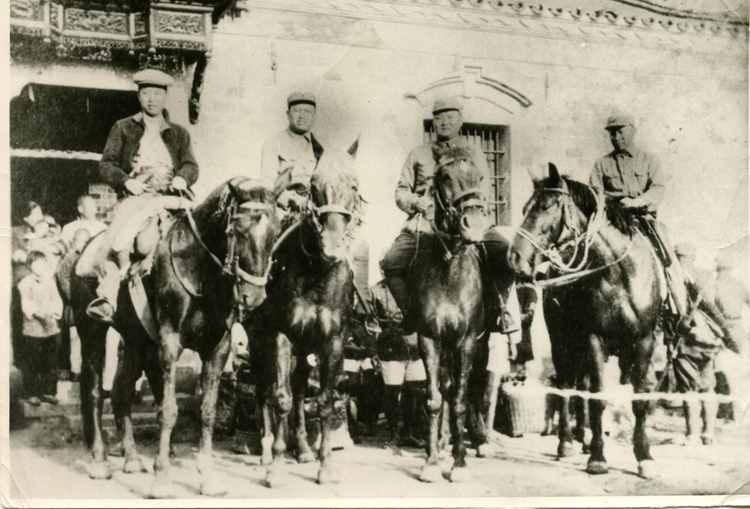
1939年，叶挺等在东汤池新四军江北指挥部。左起：叶挺、赖传珠、罗炳辉、张云逸

### 抗日战争时期
1937年11月，赖传珠奉调新四军，任参谋处处长。1939年，赖陪同新四军军长叶挺处理高敬亭问题，此后新四军离开大别山，部队进入江北地区。1939年5月5日，赖传珠任江北指挥部参谋长，协助张云逸、邓子恢指挥新四军开辟皖东根据地。1940年10月，赖传珠任华中总指挥部参谋长。1941年，皖南事变发生，新四军军部被歼后于1月28日进行重组，赖传珠任新四军参谋长。此后，他协助陈毅、刘少奇、张云逸、饶漱石等人指挥华中抗日根据地斗争。

### 第二次国共内战时期
1945年10月25日去电刘少奇，坚决要求调东北去工作，为党在前方服务。1945年10月28日中央致电华中局及罗荣桓、李作鹏、陈毅、黎玉并告东北局：“（乙）华中叶飞纵队仍照前议去东北，出足三个旅九个团及一个直属团共两万人或再多一点，其中至少要有三个至四个主力团。出发时间可推迟十天至十五天，衣服装备均须办足（但须轻装，不要笨装），恢复疲劳，鼓舞士气，整顿纪律，带足政治工作及地方工作干部，以叶飞为司令员，赖传珠为政治委员，取黄克诚路线去东北。”10月29日中央电示赖“任叶纵队政委，北去。”11月12日赖传珠离开淮阴军部，到达涟水一纵驻地，与叶飞一起筹划北上事宜。12月6日根据战局变化，中央决定叶赖纵留山东作战，致电陈饶张黎并告张粟谭叶赖“叶赖纵队停止进入东北任务，着留山东参加这一带有决定性的战斗。”1946年5月17日赖传珠致电刘少奇、张云逸等“如一纵不去东北，则我要去东北做军事工作。”1946年9月6日中央同意赖传珠去东北，一纵政委由叶飞兼任。9月18日赖传珠绕道平壤，10月23日到达哈尔滨，东北局任命赖传珠为吉林军区副司令。
1946年11月到职东北民主联军吉林军区副司令员。1947年1月20日组建东满独立师，兼任师长。1947年7月27日在哈尔滨开会时，林彪找赖谈话，要其组编第十纵队。1947年9月十纵组建即将完成时，接东北局电令，任东北民主联军（后东北野战军）第六纵队政治委员，参与辽沈战役。辽沈战役期间，赖传珠与黄永胜指挥解放军四个纵队围攻国军廖耀湘兵团。1948年11月，赖传珠任第四野战军四十三军政治委员，指挥部队围困北平，促使傅作义率部易帜。1949年5月，赖传珠任第十五兵团政治委员，率部参加湘赣战役、广东战役。10月14日攻占广州，赖传珠兼任广东军区第一副政治委员。

### 中华人民共和国成立后
1949年12月，赖传珠与邓华被正式授命指挥海南岛战役。并由第十五兵团指挥第40军、第43军、加农炮兵第28团、高射炮兵第1团等，与琼崖纵队配合，进攻海南岛。1950年，解放军以两个军的兵力，在没有海军、空军的掩护下，分批乘木帆船进行大规模渡海登陆作战，进攻围困在海南的薛岳部队，并攻占海口。薛岳被迫撤退台湾岛，解放军遂攻占海南岛全境。此役为解放军首次获胜的渡海战役。
1950年8月，赖传珠任第四野战军第十三兵团政治委员。1950年9月，调任军委总干部管理部（后中国人民解放军总干部部）第一副部长，具体负责1955年解放军军衔评定工作。1955年，赖传珠被授予上将军衔，获一级八一勋章、一级独立自由勋章、一级解放勋章。1958年11月任北京军区政治委员。1959年10月任沈阳军区政治委员，1960年11月任军区第二政治委员。赖传珠是第二、三届国防委员会委员，第一、二、三届全国人民代表大会代表。1965年12月24日，赖传珠在沈阳逝世。

## 家庭
- 第一任妻子
  - 长女：赖纯英，又叫赖发英。1949年中国人民解放军攻占江西省后被找到，与赖传珠重逢。[18]
- 第二任妻子：孙湘，1937年8月与赖传珠结婚。[19]曾在抗大二期二队学习。后曾任中共六合县委组织部长，曾在鲁迅艺术学院担任政教工作。孙湘的大哥是孙秉泰。孙湘的二哥是孙秉钧，曾任国民党西安警察分局局长。孙湘的堂兄是孙志远，曾任八路军第三纵队（冀中纵队）政治部主任。孙湘的侄子孙冠章，曾任中共晋西北二分区青委书记。孙湘的侄子孙冠六，曾任新四军江北指挥部报务员。[18]与赖传珠育有三子一女。
- 长子：赖小鹏，1941年9月10日生于江苏省阜宁县。[18]1961年考入海军学院。在舰艇部队任职20年，曾任导弹驱逐舰舰长，参谋长等职务，大校军衔。1997年退休后出任北京新四军研究会副会长，北京延安儿女联谊会副会长，中国新四军研究会常务理事。[20][21]
- 次子：赖克游，1945年4月23日生于江苏省盱眙县。[18]1964年考入北京航空学院。1965年暑假期间，被父亲送到红九连当兵。[22]赖克游曾在中国人民解放军担任参谋、教导员、副团长、副师长，后在国家体委奥体中心任副主任，后来出任中国体育国际经济技术合作公司副总经理兼党委书记，1998年3月10日至2003年8月8日任中体产业集团股份有限公司董事。[23]1974年与罗荣桓、林月琴之女罗北捷结婚。
- 三子：赖小津，1952年8月10日生于北京市北京医院。[18]北京军区情报部副部长。[24][25]
- 次女：赖迎利，1947年6月27日生于吉林省延吉县。[18]中国人民解放军空军总医院眼科医生。丈夫孙巨（李井泉之子，孙志远养子）。[26]